# Eutrema fontanum
Eutrema fontanum är en korsblommig växtart som först beskrevs av Carl Maximowicz, och fick sitt nu gällande namn av Al-shehbaz och S.I. Warwick. Eutrema fontanum ingår i släktet skidörter, och familjen korsblommiga växter.

## Underarter
Arten delas in i följande underarter:
- E. f. fontanum
- E. f. microspermum